# طائر الجنة الطويل الذيل
بارنز أسترابيا المعروف أيضًا باسم طائر الجنة الطويل الذيل أو بارنز طويل الذيل ينتمي إلى فصيلة طيور الجنة وجنس أسترابياوهو هجين بين أسترابيا استيفاني Stephanie's astrapia (Astrapia stephaniae) وأسترابيا شريطي الذيل astrapia (Astrapia mayeri). ويعيش في غابة جبلية في بابوا غينيا الجديدة.

## الوصف
يشبه من ناحية الشكل كلا نوعين ولكنه أقرب إلى النوع الثاني ribbon-tailed astrapia. تمتلك الذكور ذيلين طويلين بريش أسود وأبيض ورأس وعنق أزرق لامع ومنقار صغير وجسم أسود اللون، أما الإناث فتمتلك ريش أزرق أقل على رأسها وذيل أقصر.